# Sulfotransférase

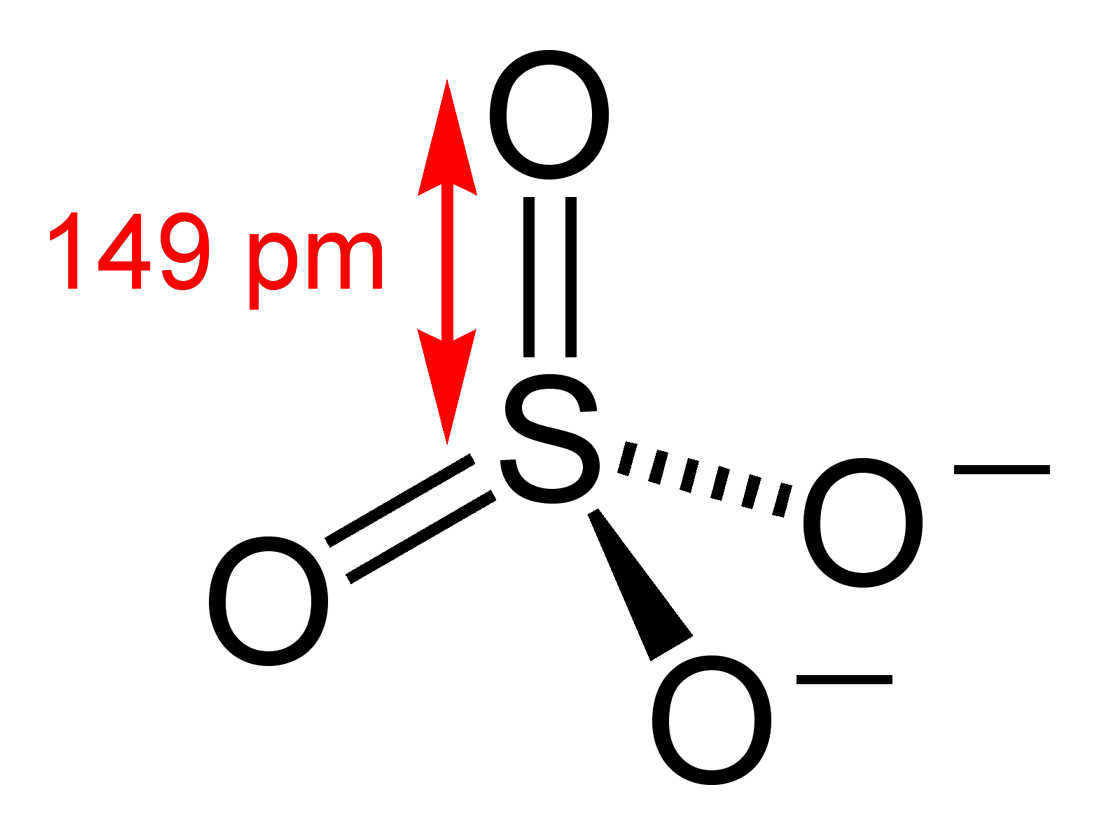
The structure and bonding of the sulfate ion

Les sulfotransférases (EC 2.8.2) sont des transférases qui catalysent le transfert d'un groupe sulfate d'une molécule donneuse à un groupe alcool ou amine d'une molécule acceptrice. Le donneur de groupes sulfates le plus commun est le 3'-phosphoadénosine 5'-phosphosulfate (PAPS). Ce donneur de sulfate est formé à partir des sulfites libérés dans le catabolisme de la cystéine en pyruvate. Il va y avoir oxydation des sulfites en sulfate et enfin condensation avec de l'ATP.  Lorsque le groupe accepteur est un alcool, le produit est un sulfate (R-OSO3−), lorsqu'il s'agit d'une amine, le produit est une sulfo-amine (R-NH-SO3−). Tout groupe susceptible de subir une sulfatation par une sulfotransférase peut être partie d'une protéine, d'un lipide, d'un carbohydrate ou d'un stéroïde. Les PAPS sont donc retrouvés lors des réactions de synthèse nécessitant une sulfatation comme celle des glycosaminoglycane (GAG), des sphingolipides et de l'héparine.

## Exemples
Les enzymes suivantes sont des exemples de sulfotransférases :
- carbohydrate sulfotransférase: CHST1, CHST2, CHST3, CHST4, CHST5, CHST6, CHST7, CHST8, CHST9, CHST10, CHST11, CHST12, CHST13, CHST14
- galactose-3-O-sulfotransférase: GAL3ST1, GAL3ST2, GAL3ST3, GAL3ST4
- heparan sulfate 2-O-sulfotransférase: HS2ST1,
- heparan sulfate 3-O-sulfotransférase: HS3ST1, HS3ST2, HS3ST3A1, HS3ST3A2, HS3ST3B1, HS3ST3B2, HS3ST4, HS3ST5, HS3ST6
- heparan sulfate 6-O-sulfotransférase: HS6ST1, HS6ST2, HS6ST3
- N-déacétylase/N-sulfotransférase: NDST1, NDST2, NDST3, NDST4
- tyrosylprotéine sulfotransférase: TPST1, TPST2
- uronyl-2-sulfotransférase: UST
- Estrone sulfotransférase
- Chondroitine 4-sulfotransférase
- autres : SULT1A1, SULT1A2, SULT1A3, SULT1A4, SULT1B1, SULT1C2, SULT1C3, SULT1C4, SULT1D1P, SULT1E1, SULT2A1, SULT2B1, SULT4A1, SULT6B1